# Bellscher Fernsprecher
Der Bellsche Fernsprecher ist ein von Alexander Graham Bell 1877 entwickeltes elektroakustisches Telefon.

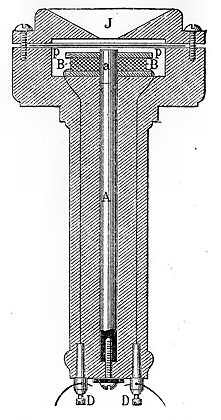
Bells Fernsprecher (Querschnitt)

## Funktionsweise
Der Bellsche Fernsprecher beruht auf der Beobachtung, dass eine vor einem Magneten schwingende dünne Eisenplatte in dem Magneten Veränderungen der Magnetstärke hervorruft, die wiederum in einer den Magneten umgebenden Drahtrolle Induktionsströme erzeugen.
Leitet man diese Ströme durch die Drahtrolle eines zweiten Apparats derselben Konstruktion, so werden die Veränderungen in der Magnetstärke des Empfangsapparats die Eisenmembran desselben in genau entsprechende Schwingungen versetzen und dadurch den ursprünglichen Ton mit den die Klangfarbe bedingenden Obertönen wieder erzeugen.
Die nebenstehende Abbildung zeigt einen Querschnitt des Bellschen Fernsprechers. A ist ein zylindrischer Stabmagnet, der an dem einen Polende mit einem Fortsatz a von weichem Eisen versehen ist. Dieser Polansatz ist von einer Induktionsspule BB umgeben, deren Enden an starke, zu den Klemmschrauben DD führende Kupferdrähte gelegt sind. Das schraffiert gezeichnete Gehäuse nimmt den Magneten samt der Spule auf und wird durch einen mit einer runden Öffnung J versehenen Deckel verschlossen, der gleichzeitig dazu dient, die dünne Eisenblechplatte pp dem Polende des Magneten gegenüber festzuklemmen.
Verbindet man zwei derartige Apparate durch eine Leitung und spricht in die Schallöffnung des einen hinein, so gerät dessen Eisenmembran in Schwingungen und erzeugt in der Drahtspule Induktionsströme, die sich durch die Leitung zu dem zweiten Fernsprecher fortpflanzen und dort durch ihre Einwirkung auf den Magneten die Membran in übereinstimmende Schwingungen versetzen; infolgedessen entstehen hier die gleichen Laute wieder, die auf die Membran des ersten Apparats einwirkten.
Bald nach dem Bekanntwerden der Bellschen Erfindung tauchten veränderte Konstruktionen in großer Zahl auf, die meistens bezweckten, dem Fernsprecher durch Anwendung von Hufeisenmagneten anstatt der Stabmagneten eine größere Lautstärkewirkung zu verleihen.